# Josef Bětík
Josef Bětík (30. března 1901 Lačnov – 29. října 1941 Kounicovy koleje) byl český odbojář popravený nacisty.

## Život
Josef Bětík se narodil 30. března 1901 v Lačnově na Vsetínsku v rodině dvorského drába a malozemědělce Josefa Bětíka a Terezie, rozené Poláchové. jako jeden z pěti sourozenců. Od mládí pracoval na rodinném hospodářství a neměl tak možnost jít do učení. V obci Vlachova Lhota mu bylo poskytnuto stavební místo, na kterém si postavil domek. V roce 1935 se oženil s Annou Ďurišovou. Po Německá okupace Čech, Moravy a Slezska v březnu 1939 vstoupil do protinacistického odboje v organizaci Obrana národa ve skupině vedené vlachovolhotským řídícím učitelem a kapitánem v záloze Stanislavem Janečkem. Skupina organizovala převádění osob mířících do zahraničního odboje přes slovenskou hranici a pracovala na zcizování a ukrývání zbraní z vrbětického skladu. Dne 28. ledna 1940 byl zatčen gestapem, následně pak vězněn v Uherském Hradišti a v Brně. Úkryty zbraní neprozradil, protože byly později využity partyzány. Dne 29. října 1941 byl stanným soudem odsouzen pro rušení veřejného pořádku a bezpečnosti, pro přípravu velezrady a pro porušení nařízení o držení zbraní a výbušnin k trestu smrti a zabavení veškerého majetku a následně společně se Stanislavem Janečkou popraven v brněnských Kounicových kolejích. Jeho tělo bylo o den později zpopelněno v brněnském krematoriu.

## Rodina

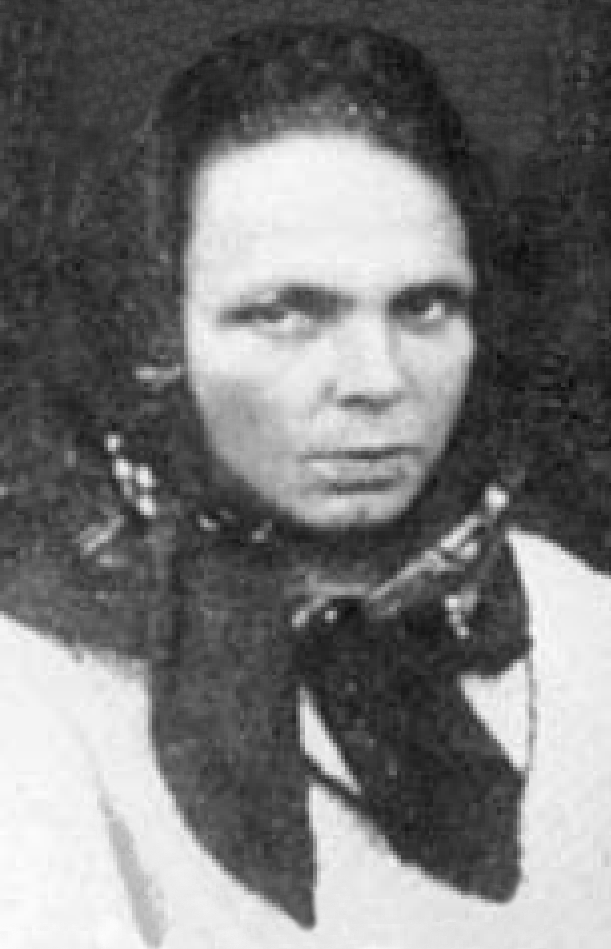
Sestra Josefa Bětíka Veronika Valčíková, matka Josefa Valčíka

Sestra Josefa Bětíka Veronika se vdala za Jana Valčíka. Jejich synem a tedy synovcem Josefa Bětíka byl příslušník výsadku Silver A Josef Valčík. Po smrti  Josefa Valčíka v kryptě Chrámu svatých Cyrila a Metoděje v Praze byli jeho rodiče a sedm sourozenců s rodinnými partnery ve dnech 15. a 16. června 1942 zatčeni gestapem a 24. října 1942 popraveni v koncentračním táboře Mauthausen. Pouze těhotná Bětíkova neteř Františka byla popravena až po porodu syna 26. ledna 1943 (taktéž v Mauthausenu).

## Posmrtná ocenění, připomínky
- Josefu Bětíkovi byl in memoriam udělen titul čestného občana obce Vlachova Lhota.
- Ve Vlachově Lhotě byl Stanislavu Janečkovi a Josefu Bětíkovi odhalen pomník s nápisem: NAŠIM DĚTEM NA PAMĚŤ / ŽE BYL 28. 10. 1941 ZA VLAST UMUČEN STANISLAV JANEČEK, NÁŠ BÝV. ŘÍD. UČITEL / A JEHO POMOCNÍK JOSEF BĚTÍK, DĚLNÍK. OBA V KOUNICOVÝCH KOLEJÍCH V BRNĚ."[3]Pomník Stanislavu Janečkovi a Josefu Bětíkovi ve Vlachově Lhotě

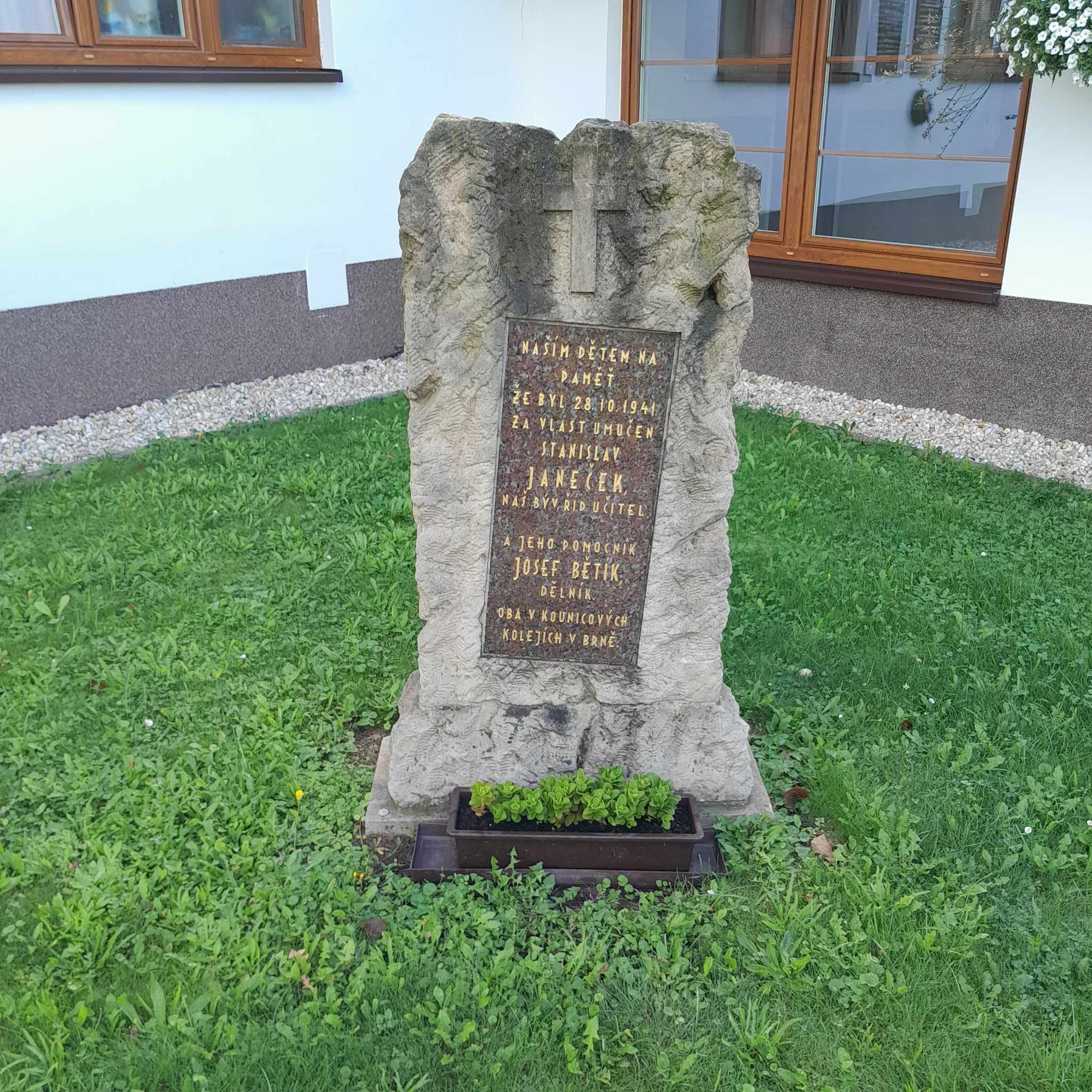
Pomník Stanislavu Janečkovi a Josefu Bětíkovi ve Vlachově Lhotě